# Liga Islandesa de Basquetebol
A Premier League (em islandês:  Úrvalsdeild karla), também conhecida como Domino League, é a competição de elite de basquete entre clubes na Islândia que determina o campeão nacional. Ele é organizado pela Federação Islandesa de Basquetebol (em islandês:  Körfuknattleikssamband Íslands - KKÍ). A temporada regular consiste de uma partida em casa e outra fora, totalizando 22 de jogos, seguido por um período de playoff com oito equipes com decisão em melhor de 3 partidas. As semifinais e final são decididas em melhor de cinco. A última equipe classificada na temporada regular é rebaixada e substituída pela melhor equipe da Primeira Divisão (em islandês:  1. deild karla).

## História

### Criação
A Premier League (em islandês:  Úrvalsdeild karla) foi fundada em 1951 e, até 1978, foi chamado de 1. divisão.
A partir da temporada 2005-06 para a temporada 2011-12, foi chamado a Iceland Express Liga, a partir de seu patrocinador a empresa aérea Iceland Express
Desde a temporada 2012-13 ele foi nomeado o Domino Liga, a partir de seu patrocinador: domino's pizza.

### A Dominação do ÍR
Durante os primeiros anos, desde a sua fundação, em 1951, até o 1963-64 temporada, a Premier League foi dominada por duas equipes: ÍKF (com 4 vitórias) e ÍR (com 8 vitórias); com a única exceção da temporada 1958-59 que teve o ÍS como campeão. A partir da temporada seguinte até o 1974-75, a Premier League foi dominada pelo ÍR (com 6 vitórias) e KR (com 5 vitórias). Dois anos mais tarde a temporada 1976-77marcou a décima quinta e última vitória da ÍR na Premier League e um fim de uma era.

### Liderança do Njarðvík
As duas próximas décadas, exatamente a partir da temporada 1980-81 até a temporada 1997-98, o Njarðvík liderou a Premier League com 10 vitórias. No mesmo período, o Keflavík ganhou 4 títulos e o KR conquistou o seu oitavo título.

### Era moderna
A partir da temporada 2000-01, muitas equipes dividem a liderança da Premier League. Na temporada 2005-06, o Njarðvík conquistou o seu décimo título. Na temporada seguinte, a temporada 2006-07, o KR conquistou o seu décimo título e mais um ano depois, na temporada 2007-08, o Keflavík conquistou o seu nono título.

## Equipes
A Premier League atualmente é composto por 12 equipes. O ÍR ganhou mais campeonatos com 15 títulos. O segundo mais bem-sucedido é o Njarðvík, que venceu 13 Premier League. A seguir, o KR com 12 títulos e o Keflavík com 9 títulos. O atual Premier League equipes para a temporada 2012-13 são:
| Clube                                     | Cidade, Região         | Arena         | Fundação | Cores             | Treinador              |
| ----------------------------------------- | ---------------------- | ------------- | -------- | ----------------- | ---------------------- |
| Fjölnir                                   | Grafarvogur, Reykjavík | Dalhús        | ---      | yellow/blue       | Hjalti Vilhjálmsson    |
| Grindavík                                 | Grindavík              | Grindavík     | ---      | blue/gold         | Sverrir Þór Sverrisson |
| ÍR                                        | Reykjavík              | Seljaskóli    | ---      | blue/white        | Jón Arnar Ingvarsson   |
| Keflavík                                  | Reykjanesbær           | Toyota höllin | ---      | blue/white        | Sigurður Ingimundarson |
| KR                                        | Reykjavík              | DHL-höllin    | ---      | black/white       | Helgi Már Magnússon    |
| KFÍ                                       | Ísafjörður             | Ísjakinn      | ---      | red/white         | Pétur Már Sigurðsson   |
| Njarðvík                                  | Njarðvík               | Ljónagryfjan  | ---      | green/white       | Einar Jóhannsson       |
| Skallagrímur                              | Borgarnes              | Borgarnes     | ---      | green/yellow      | Pálmi Þór Sævarsson    |
| Snæfell                                   | Stykkishólmur          | Stykkishólmur | ---      | red/white         | Ingi Þór Steinþórsson  |
| Stjarnan                                  | Garðabær               | Ásgarður      | ---      | blue/white        | Teitur Örlygsson       |
| Thor Thorl (em islandês: Þór Þorlákshöfn) | Þorlákshöfn            | Þorlákshöfn   | ---      | blue/black        | Benedikt Guðmundsson   |
| Tindastóll                                | Sauðárkrókur           | Sauðárkrókur  | ---      | maroon/white/blue | Bárður Eyþórsson       |

## Campeões
| Temporada | Campeão       | Finalista      | Treinador Campeão       |
| --------- | ------------- | -------------- | ----------------------- |
| 1951–52   | ÍKF           | ---            | ---                     |
| 1952–53   | ÍKF (2)       | ---            | ---                     |
| 1953–54   | ÍR            | ---            | ---                     |
| 1954–55   | ÍR (2)        | ---            | ---                     |
| 1955–56   | ÍKF (3)       | ---            | ---                     |
| 1956–57   | ÍR (3)        | ---            | ---                     |
| 1957–58   | ÍKF (4)       | ---            | ---                     |
| 1958–59   | ÍS            | ---            | ---                     |
| 1959–60   | ÍR (4)        | ---            | ---                     |
| 1960–61   | ÍR (5)        | ---            | ---                     |
| 1961–62   | ÍR (6)        | ---            | ---                     |
| 1962–63   | ÍR (7)        | ---            | ---                     |
| 1963–64   | ÍR (8)        | ---            | ---                     |
| 1964–65   | KR            | ---            | ---                     |
| 1965–66   | KR (2)        | ---            | ---                     |
| 1966–67   | KR (3)        | ---            | ---                     |
| 1967–68   | KR (4)        | ---            | ---                     |
| 1968–69   | ÍR (9)        | ---            | ---                     |
| 1969–70   | ÍR (10)       | ---            | ---                     |
| 1970–71   | ÍR (11)       | ---            | ---                     |
| 1971–72   | ÍR (12)       | ---            | ---                     |
| 1972–73   | ÍR (13)       | ---            | ---                     |
| 1973–74   | KR (5)        | ---            | ---                     |
| 1974–75   | ÍR (14)       | ---            | ---                     |
| 1975–76   | Ármann        | ---            | ---                     |
| 1976–77   | ÍR (15)       | ---            | ---                     |
| 1977–78   | KR (6)        | ---            | ---                     |
| 1978–79   | KR (7)        | ---            | ---                     |
| 1979–80   | Valur         | ---            | ---                     |
| 1980–81   | Njarðvík      | ---            | ---                     |
| 1981–82   | Njarðvík (2)  | ---            | ---                     |
| 1982–83   | Valur (2)     | ---            | ---                     |
| 1983–84   | Njarðvík (3)  | ---            | ---                     |
| 1984–85   | Njarðvík (4)  | ---            | ---                     |
| 1985–86   | Njarðvík (5)  | ---            | ---                     |
| 1986–87   | Njarðvík (6)  | ---            | ---                     |
| 1987–88   | Haukar        | ---            | ---                     |
| 1988–89   | Keflavík      | ---            | ---                     |
| 1989–90   | KR (8)        | ---            | ---                     |
| 1990–91   | Njarðvík (7)  | ---            | ---                     |
| 1991–92   | Keflavík (2)  | ---            | ---                     |
| 1992–93   | Keflavík (3)  | ---            | ---                     |
| 1993–94   | Njarðvík (8)  | ---            | ---                     |
| 1994–95   | Njarðvík (9)  | ---            | ---                     |
| 1995–96   | Grindavík     | ---            | ---                     |
| 1996–97   | Keflavík (4)  | ---            | ---                     |
| 1997–98   | Njarðvík (10) | ---            | ---                     |
| 1998–99   | Keflavík (5)  | ---            | ---                     |
| 1999–00   | KR (9)        | ---            | ---                     |
| 2000–01   | Njarðvík (11) | ---            | ---                     |
| 2001–02   | Njarðvík (12) | Keflavík       | ---                     |
| 2002–03   | Keflavík (6)  | ---            | ---                     |
| 2003–04   | Keflavík (7)  | Snæfell        | ---                     |
| 2004–05   | Keflavík (8)  | Snæfell        | Sigurður Ingimundarson  |
| 2005–06   | Njarðvík (13) | Skallagrímur   | ---                     |
| 2006–07   | KR (10)       | Njarðvík       | Benedikt Guðmundsson    |
| 2007–08   | Keflavík (9)  | Snæfell        | ---                     |
| 2008–09   | KR (11)       | Grindavík      | Benedikt Guðmundsson    |
| 2009–10   | Snæfell       | Keflavík       | Ingi Þór Steinþórsson   |
| 2010–11   | KR (12)       | Stjarnan       | Hrafn Kristjánsson      |
| 2011–12   | Grindavík (2) | Þór Þorl       | Helgi Jónas Guðfinnsson |
| 2012–13   | Grindavík (3) | Stjarnan       |                         |
| 2013–14   | KR (13)       | Grindavík      | Finnur Stefansson       |
| 2014–15   | KR (14)       | UMF Tindastóll | Finnur Stefansson       |
| 2015–16   | KR (15)       | Haukar         | Finnur Stefansson       |
| 2016–17   | KR (16)       | Grindavík      | Finnur Stefansson       |
| 2017-18   | KR (17)       | Tindastóll     | Finnur Stefansson       |

## Títulos por clube
| Títulos | Clube                      |
| ------- | -------------------------- |
| 16      | KR                         |
| 15      | ÍR                         |
| 13      | Njarðvík                   |
| 9       | Keflavík                   |
| 4       | ÍKF                        |
| 3       | Grindavík                  |
| 2       | Valur                      |
| 1       | Snæfell, Haukar, Ármann, É |

## Prémios e distinções

### Jogador do Ano
| Temporada | Jogador            | Posição | Nacionalidade  | Clube        |
| --------- | ------------------ | ------- | -------------- | ------------ |
| 2003-04   | Darrell Lewis      | Armador | / EUA/Islândia | Grindavík    |
| 2004-05   | Joshua Helm        | Ala     | Estados Unidos | KFÍ          |
| 2005-06   | A.J. Moye          | Armador | Estados Unidos | Keflavík     |
| 2006-07   | Darrell Flake      | Ala     | / EUA/Islândia | Skallagrímur |
| 2007-08   | Darrell Flake      | Ala     | / EUA/Islândia | Skallagrímur |
| 2008-09   | Jon Stefansson     | Armador | Islândia       | KR           |
| 2009-10   | Hlynur Baeringsson | Ala     | Islândia       | Snæfell      |
| 2010-11   | Marcus Walker      | Armador | Estados Unidos | KR           |
| 2011-12   | J'Nathan Bullock   | Ala     | Estados Unidos | Grindavík    |

### Jogador defensivo do Ano
| Temporada | Jogador            | Posição | Nacionalidade  | Clube                                     |
| --------- | ------------------ | ------- | -------------- | ----------------------------------------- |
| 2003-04   | Dondrell Whitmore  | Armador | Estados Unidos | Snæfell                                   |
| 2004-05   | Fridrik Stefansson | Ala     | Islândia       | Njarðvík                                  |
| 2005-06   | Steinar Kaldal     | Armador | Islândia       | KR                                        |
| 2006-07   | Justin Shouse      | Armador | Estados Unidos | Snæfell                                   |
| 2007-08   | Nate Brown         | Armador | Estados Unidos | ÍR                                        |
| 2008-09   | Brenton Birmingham | Armador | / EUA/Islândia | Grindavík                                 |
| 2009-10   | Hlynur Baeringsson | Ala     | Islândia       | Snæfell                                   |
| 2010-11   | Kelly Biedler      | Ala     | Estados Unidos | ÍR                                        |
| 2011-12   | Junior Hairston    | Ala     | Estados Unidos | Thor Thorl (em islandês: Þór Þorlákshöfn) |

### Revelação do Ano
| Temporada | Jogador               | Posição | Nacionalidade | Clube                    |
| --------- | --------------------- | ------- | ------------- | ------------------------ |
| 2003-04   | Sevar Ingi Haraldsson | Armador | Islândia      | Haukar                   |
| 2004-05   | Brynjar Bjornsson     | Armador | Islândia      | KR                       |
| 2005-06   | Hordur Vilhjalmson    | Armador | Islândia      | Fjölnir                  |
| 2006-07   | Arni Ragnarsson       | Armador | Islândia      | Fjölnir                  |
| 2007-08   | Kjartan Kjartansson   | Armador | Islândia      | Stjarnan                 |
| 2008-09   | Vesteinn Sveinsson    | Armador | Islândia      | FSu                      |
| 2009-10   | Tomas Tomasson        | Ala     | Islândia      | Fjölnir                  |
| 2010-11   | Orn Sigurdarson       | Ala     | Islândia      | Haukar                   |
| 2011-12   | Elvar Fridriksson     | Armador | Islândia      | Ungmennafélag Njarðvíkur |

### Treinador do Ano
| Temporada | Treinador               | Nacionalidade | Clube     |
| --------- | ----------------------- | ------------- | --------- |
| 2003-04   | Bárður Eyþórsson        | Islândia      | Snæfell   |
| 2004-05   | Sigurdur Ingimundarson  | Islândia      | Keflavík  |
| 2005-06   | Bárður Eyþórsson        | Islândia      | Snæfell   |
| 2006-07   | Benedikt Guðmundsson    | Islândia      | KR        |
| 2007-08   | Geoff Kotila            | Islândia      | Snæfell   |
| 2008-09   | Benedikt Guðmundsson    | Islândia      | KR (2)    |
| 2009-10   | Ingi Þór Steinþórsson   | Islândia      | Snæfell   |
| 2010-11   | Hrafn Kristjánsson      | Islândia      | KR        |
| 2011-12   | Helgi Jónas Guðfinnsson | Islândia      | Grindavík |